# Stone Ridge
Stone Ridge – jednostka osadnicza w Stanach Zjednoczonych, w stanie Nowy Jork, w hrabstwie Ulster.